# Borussia Dortmund II
Borussia Dortmund II (früher Borussia Dortmund Amateure) ist die zweite Herren-Fußballmannschaft von Borussia Dortmund. Die Mannschaft spielte von der Saison 2021/22 bis zur Saison 2024/25 wieder in der 3. Liga, nachdem sie im Anschluss an den Abstieg aus dieser nach der Spielzeit 2014/15 stets in der Regionalliga West angetreten war, in der sie ab der Saison 2025/2026 wieder spielen wird. Sie ist eine U23-Mannschaft und dient vornehmlich jungen Talenten als Station zwischen dem Jugend- und dem Profibereich. Sie ist wie die erste Mannschaft und die A-Jugend in die Borussia Dortmund GmbH & Co. KGaA ausgegliedert.

## Geschichte

### Von der Kreisliga in die Oberliga (bis 1994)
Die zweite Mannschaft von Borussia Dortmund spielte zunächst lediglich auf Kreisebene und schaffte im Jahre 1957 den Aufstieg in die Bezirksklasse. Nach einem dritten Platz im Jahre 1957 gelang sieben Jahre später der Aufstieg in die seinerzeit viertklassige Landesliga Westfalen. Im Jahre 1969 wurden die Dortmunder Landesligameister mit acht Punkten Vorsprung auf Teutonia Lippstadt und stiegen damit in die Verbandsliga Westfalen auf. Diese war seinerzeit die höchste Amateurliga Westfalens. Drei Jahre später folgte der Abstieg in die Landesliga als abgeschlagener Tabellenletzter, ehe die Dortmunder Amateure im Jahre 1974 gar in die Bezirksliga hinunter mussten.
Erst im Jahre 1977 gelang der Wiederaufstieg in die Landesliga. Als Tabellenfünfter der Saison 1977/78 verpasste die Mannschaft den Durchmarsch in die Verbandsliga um nur zwei Punkte. Schließlich kehrten die Amateure der Borussia im Jahre 1983 in die Verbandsliga zurück und gehörten von da an zur Spitzengruppe der Liga. Mit drei Punkten Vorsprung auf den SV Langendreer 04 stiegen die Dortmunder 1987 in die Oberliga Westfalen auf. In der Oberliga wurden die Dortmunder 1989, 1991 und 1993 jeweils Tabellenvierter, bevor sie 1994 als Tabellenachter die Qualifikation zur neu geschaffenen Regionalliga West/Südwest verpassten.
Zwischenzeitlich erreichte die Mannschaft 1991 das Endspiel um den Westfalenpokal, das mit 1:6 gegen Arminia Bielefeld verloren wurde. Durch die Finalteilnahme qualifizierten sich die Borussen zum ersten und einzigen Male für den DFB-Pokal. Dort traf die Mannschaft in der 1. Runde der Saison 1991/92 auf den Zweitligisten 1. FC Saarbrücken. Die Saarländer setzten sich vor 1800 Zuschauern im Stadion Rote Erde mit 5:2 durch.

### Zwischen Regional- und Oberliga (1994 bis 2007)
Nach der verpassten Regionalliga-Qualifikation spielten die Dortmunder wieder in der Viertklassigkeit und wurden 1995 Vizemeister hinter dem FC Gütersloh. Drei Jahre später wurden die Dortmunder unter Trainer Michael Skibbe mit zehn Punkten Vorsprung auf die Amateure des FC Schalke 04 Meister der Oberliga Westfalen. In der Regionalligasaison 1998/99 wurden die Borussen Viertletzter und waren damit eigentlich sportlich abgestiegen. Die Mannschaft profitierte aber davon, dass die besser platzierten Mannschaften des Wuppertaler SV und des FC 08 Homburg wegen nicht bezahlter Beiträge zur Berufsgenossenschaft zwangsabsteigen mussten. Ein Jahr später qualifizierten sich die Dortmunder unter Trainer Edwin Boekamp für die neu geschaffene, zweigleisige Regionalliga.
Aus dieser stieg die Mannschaft als Vorletzter der Saison 2000/01 wieder ab und schaffte in der folgenden Spielzeit unter Trainer Horst Köppel den direkten Wiederaufstieg. Nach einem fünften Platz in der Saison 2002/03 mussten die Borussen zwei Jahre später nur aufgrund der um zwei Treffer schlechteren Tordifferenz gegenüber dem Chemnitzer FC in die Oberliga zurück. Die Chemnitzer profitierten dabei vom Zwangsabstieg des KFC Uerdingen 05. Erneut gelang der Mannschaft der direkte Wiederaufstieg, dieses Mal unter Trainer Theo Schneider. In der Regionalligasaison 2006/07 hatten die Dortmunder mehr Glück als zwei Jahre zuvor und schafften aufgrund der besseren Tordifferenz gegenüber Holstein Kiel den Klassenerhalt.

### Gegenwart: Dritt- und Viertklassigkeit (seit 2007)
Im Jahre 2008 verpassten die Dortmunder als Tabellendreizehnter die Qualifikation für die neu geschaffene 3. Liga um fünf Punkte. Ein Jahr später schafften die Borussen unter Trainer Theo Schneider mit drei Punkten Vorsprung auf die zweite Mannschaft des 1. FC Kaiserslautern den Aufstieg in die 3. Liga. Als Drittletzter der Saison 2008/09 wurde der Klassenerhalt jedoch verfehlt. Im Sommer 2011 übernahm David Wagner das Traineramt. Mit einem 5:3-Sieg beim Wuppertaler SV Borussia gelang im Jahre 2012 am letzten Spieltag der Wiederaufstieg in die 3. Liga.
Am 9. August 2014 war das Stadion Rote Erde mit offiziell 9.999 Zuschauern zum ersten Mal bei einem Heimspiel von Borussias zweiter Mannschaft ausverkauft. Gast war am 4. Spieltag der Drittligasaison 2014/15 der SSV Jahn Regensburg. Das Spiel fand im Rahmen eines Familienfestes und der Einweihung eines Fanshops nahe dem Stadion statt. Am 16. Mai 2015 stiegen die Dortmunder nach einer 2:3-Niederlage gegen Dynamo Dresden am vorletzten Spieltag aus der 3. Liga ab und traten deshalb ab der Saison 2015/16 wieder in der Regionalliga West an.
Nach einem schlechten Start in der Saison 2015/16 mit sieben Niederlagen nach 14 Spieltagen auf Tabellenplatz 15 beendeten David Wagner und sein Co-Trainer im Oktober 2015 die Zusammenarbeit mit dem BVB. Nachfolger wurden Daniel Farke und sein Co-Trainer Edmund Riemer. Beide erhielten einen Vertrag bis zum 30. Juni 2017. Farke führte das Team in der Saison 2016/17 zur Vizemeisterschaft hinter dem FC Viktoria Köln. Farke wechselte anschließend zum englischen Zweitligisten Norwich City. Sein Nachfolger wurde Jan Siewert, der vorher beim VfL Bochum die U19 betreut hatte. Siewert wurde im Januar 2019 nach Wagner und Farke bereits der dritte U23-Trainer des BVB, der ein Angebot aus England annahm – er wechselte in die Premier League zum abstiegsbedrohten Klub Huddersfield Town. Interimsweise bis Saisonende wurde anschließend Alen Terzić (vormals FC Brünninghausen und Bruder von Edin, einem der Co-Trainer der ersten Mannschaft) als Ersatz verpflichtet.
Zur Saison 2019/20 übernahm der Däne Mike Tullberg das Amt des Trainers. Nach Abschluss der Spielzeit sollte ursprünglich A-Jugend-Trainer Michael Skibbe, der bereits bis Ende 1998 die Mannschaft betreut hatte, im Tausch auf Tullberg folgen. Nachdem sich der Verein jedoch bereits Ende Mai 2020 von Skibbe getrennt hatte, wurde Mitte Juni Enrico Maaßen, Cheftrainer des Ligakonkurrenten SV Rödinghausen, als Tullbergs Nachfolger vorgestellt. Pascal Bieler, der bis zum Sommer die erste Mannschaft des Ligakonkurrenten Wuppertaler SV betreut hatte, steht Maaßen hingegen als Assistent zur Seite. In der Endphase der Saison 2020/21 befand sich das Team weiterhin im seit Oktober 2020 geführten Konkurrenzkampf um die Tabellenspitze mit Rot-Weiss Essen. Ungeachtet des letztendlichen Abschneidens erhielt Trainer Maaßen eine Verlängerung seines auslaufenden Vertrags bis Juni 2024. Letztendlich holte auch Dortmund II, wie bereits im Vorjahr Rödinghausen, unter Maaßen die Regionalligameisterschaft, nahm aber im Gegensatz zu den Ostwestfalen sein Aufstiegsrecht wahr. Das Team hatte 94 Tore erzielt (22 davon der beste Torschütze Steffen Tigges), was den Bestwert darstellte, und 31 Gegentore hinnehmen müssen, drei weniger als Essen. Essen sowie der SV Bergisch Gladbach 09 legten noch vor dem letzten Spieltag Widerspruch gegen die Wertung mehrerer Spiele des BVB II ein, die aufgrund der durch SARS-CoV-2-Infektionsfälle innerhalb der Dortmunder Mannschaft und der damit verbundenen Quarantänemaßnahmen einiger Spieler verschoben werden mussten. Die Dortmunder gaben an, nicht mehr über die Mindestanzahl einsatzberechtigter und einsatzfähiger Spieler verfügt zu haben. Die Essener zweifelten die Begründung an, woraufhin der WDFV ankündigte, bis zur Klärung des Einspruchs keine Meisterehrung vorzunehmen. Dementsprechend war auch der Aufstieg noch nicht offiziell bestätigt. Am 9. Juni 2021 verhandelte das WDFV-Sportgericht den Einspruch des SV Bergisch Gladbach, Essen hatte bereits vorab zurückgezogen, da der Verein an keinem der verlegten Spiele gegen Dortmund direkt beteiligt und dementsprechend gar nicht einspruchsberechtigt gewesen war. Dem Einspruch Bergisch Gladbachs wurde letztendlich nicht stattgegeben, woraufhin der Verein auf eine Berufung verzichtete. Somit stand der Aufstieg des BVB II fest.
Mit 14 Siegen, sieben Remis und 15 Niederlagen (aufgrund des Rückzugs von Türkgücü München wurden die zwei bereits gegen den Verein absolvierten Partien nicht gewertet) belegte die Dortmunder U23 am Ende der Drittligasaison 2021/22 den 9. Platz und landete so noch vor Konkurrenten wie Freiburg II, Duisburg, Verl oder Zwickau. Bester Torschütze der Mannschaft war Berkan Taz mit zehn Saisontoren, der gemeinsam mit Richmond Tachie auch jeweils acht Vorlagen leistete. Etwas mehr als drei Wochen nach Saisonende gab der FC Augsburg die Verpflichtung von Trainer Maaßen gegen Zahlung einer Ablösesumme bekannt. Die Nachfolge übernahm zum Vorbereitungsstart Christian Preußer, der zuletzt bis Februar 2022 den Zweitligisten Fortuna Düsseldorf betreut hatte. Mit ihm und dem vormaligen Kapitän Steffen Tigges verließen auch Immanuël Pherai, Richmond Tachie und Berkan Taz, die gemeinsam für die Hälfte aller Saisontore verantwortlich gewesen waren, den Verein. Neben Rückkehrer Michael Eberwein, der bis Sommer 2018 drei Jahre für die U23 tätig gewesen war, sicherten sich die Verantwortlichen wie gewohnt Talente aus der Regionalliga (Rodney Elongo-Yombo, Falko Michel), von deutschen Erst- und Zweitligisten (Marcel Lotka, Mario Šuver) oder aus dem Ausland, beispielsweise die beiden 18- und 19-jährigen Niederländer Prince Aning und Jayden Braaf. Nach lediglich vier Zählern aus den ersten acht Spielen stürzte die Mannschaft in die Abstiegszone, aus der sie sich jedoch nach einer Serie von sechs Partien ohne Niederlage wieder befreien konnte. Es folgten erneut sechs Niederlagen und der erneute Sturz in Richtung der letzten vier Ränge. Nachdem man bereits im Spätsommer mit dem Stürmer Bradley Fink einen potenziellen Kandidaten für die erste Mannschaft in dessen Heimat an den FC Basel verloren hatte, justierte man in der Winterpause mit zwei neuen Offensivspielern nach, Cyrill Akono vom Ligakonkurrenten SC Verl sowie Moses Otuali aus dem Nachwuchs des Hamburger SV. Die Dortmunder hatten an den ersten 19 Spieltagen lediglich 15 Tore geschossen und somit lediglich eins mehr als das offensivschwächste Team aus Bayreuth. Mit einem 2:1 gegen den Zweitligaabsteiger FC Ingolstadt konnte die Negativserie am 21. Spieltag vorerst gestoppt werden, jedoch trennte man sich zum Wochenstart von Trainer Preußer. Auf diesen folgte mit Jan Zimmermann ein weiterer ehemaliger Zweitligatrainer, dieser hatte zuletzt bis November 2021 Hannover 96 trainiert. Unter Zimmermann gelang den jungen Dortmundern ab dem 28. Spieltag eine Serie von fünf Partien ohne Niederlage, bis zum Saisonende verlor man überhaupt nur noch zweimal. Als Dreizehnter der Drittliga-Saison 2022/23 hatte man letztendlich acht Punkte Vorsprung auf den ersten Abstiegsplatz und rangierte beispielsweise noch vor dem Ruhrgebietskonkurrenten Rot-Weiss Essen.
In Justin Njinmah (der Leihspieler kehrte zu seinem Stammverein Werder Bremen zurück) verlor das Team im darauffolgenden Sommer erneut seinen besten Scorer. Dieser zog mit seinen 13 Saisontoren mit Tammo Harder gleich, der bis dahin in der Spielzeit 2014/15 die meisten Tore für die U23 des BVB in der 3. Liga erzielt hatte. Auch der Deutsch-Kroate Marco Pašalić verließ beispielsweise den Verein und wechselte zum HNK Rijeka, einem Erstligisten, wohingegen Torwart Luca Unbehaun, der das mannschaftsinterne Duell mit Marcel Lotka verloren hatte, zum Ligakonkurrenten SC Verl ging. Die Mannschaft wurde unter anderem verstärkt durch Julian Hettwer aus Duisburg oder Patrick Göbel, der bis dato über 250 Drittligapartien absolviert hatte. Hettwer wurde mit 15 Scorerpunkten eine wichtige Komponente im Dortmunder Offensivspiel, das aber vor allem Ole Pohlmann (23 Punkte) bestimmte. Nach Gegentoren bewegte sich das Team im ligainternen Mittelfeld, im Winter verlor man beispielsweise den Stamm-Innenverteidiger Hendry Blank, der ein Angebot des zuvor aus der Champions League ausgeschiedenen FC Red Bull Salzburg annahm. Am Ende wurde die Dortmunder U23, die nie etwas mit dem Abstieg zu tun hatte, Elfter und sammelte 54 Punkte, was zuvor noch keiner U23 des BVB in der 3. Liga gelungen war.
In der Endphase der Saison 2024/25 teilte der Verein mit, Mike Tullberg anstelle von Jan Zimmermann erneut als Cheftrainer der U23 einzusetzen. Zuvor hatte der Däne die U19 des Vereins sowie interimsweise dessen erste Herrenmannschaft gecoacht. Zwei Spieltage vor Saisonende vollzog der BVB den Trainerwechsel frühzeitig. Die Mannschaft stand nach zuletzt drei Niederlagen in Folge auf Rang 16. Doch auch die letzten beiden Partien wurden nicht gewonnen, weshalb die jungen Dortmunder nach vier Jahren in der 3. Liga als Tabellensiebzehnter wieder zurück in die Regionalliga müssen.

## Erfolge
- Meister der Regionalliga West: 2009, 2012, 2021
- Meister der Oberliga Westfalen: 1998, 2002, 2006
- Westfalenpokalfinalist: 1991

## Stadion

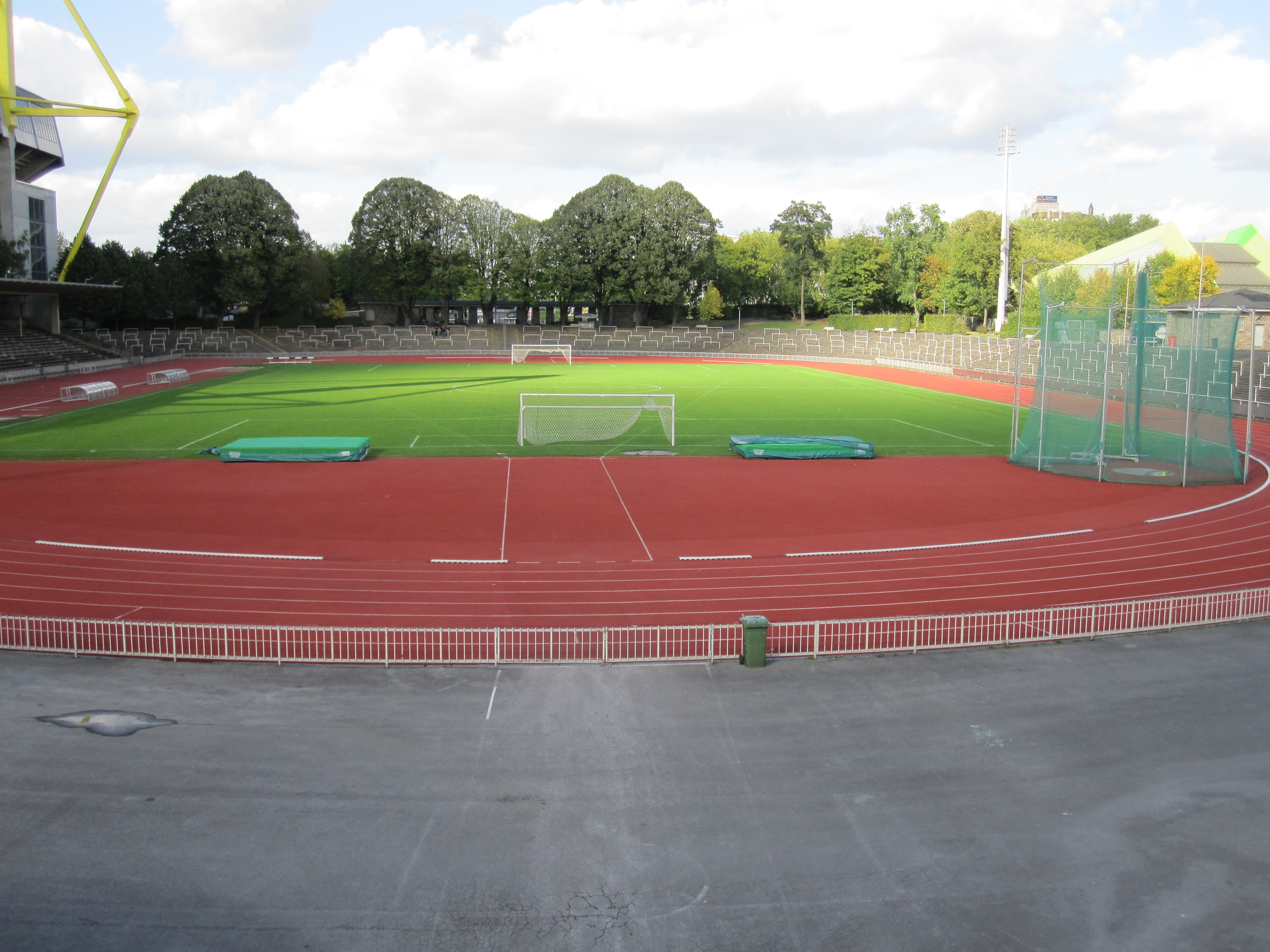
Stadion Rote Erde

Die Zweitvertretung trägt ihre Spiele im Stadion Rote Erde aus, das bei Liga-Spielen 9.999 Zuschauern Platz bietet und der Stadt Dortmund gehört. Aufgrund mangelhafter Platzpflege und fehlender Rasenheizung sowie einem schlechten Zustand der Ränge und der Infrastruktur werden die Austragungen in dem Stadion öfter kritisiert. Deshalb denkt der BVB über einen Kauf des Stadions nach.

## Fans
Im Durchschnitt besuchten in der Saison 2014/15 rund 2900 Zuschauer die Spiele in der Roten Erde. Die Anzahl der Besucher unterlag starken Schwankungen, dessen Ursache Parallelansetzungen mit der ersten Mannschaft von Borussia Dortmund sind, da in der Fußball-Bundesliga sowie in der Dritten Liga der Hauptspieltag samstagnachmittags stattfindet. Die zweite Mannschaft wird durch die Ultragruppe Ultras von die Amateure (UvdA) unterstützt, die ebenfalls zum Verbund der Ultragruppe The Unity gehören.
Seit dem Heimspiel gegen die zweite Mannschaft des FSV Mainz 05 am 26. August 2014 bietet das Fanzine schwatzgelb.de ein vom DFB genehmigtes Internetradio namens Amateurfunk an, das die Heimspiele der zweiten Mannschaft überträgt.

## Personal

### Spieler
- Stand: 25. Juli 2025[31]

| Pos.       | Nr. | Nat.            | Name                  | Geburtstag         | im Verein seit | vorheriger Verein           |
| ---------- | --- | --------------- | --------------------- | ------------------ | -------------- | --------------------------- |
| Tor        | 01  | Turkei          | Yılmaz Aktaş          | 19. November 2003  | 2025           | Adana Demirspor             |
| Tor        | 31  | Deutschland     | Silas Ostrzinski 1    | 19. November 2003  | 2018           | SpVg Hagen 1911 [Jugend]    |
| Tor        | 35  | Deutschland     | Marcel Johnen         | 11. Oktober 2002   | 2025           | Alemannia Aachen            |
| Abwehr     | 15  | Deutschland     | Ben Hüning            | 11. November 2004  | 2024           | SC Wiedenbrück              |
| Abwehr     | 17  | Deutschland     | Patrick Göbel         | 8. Juli 1993       | 2023           | FSV Zwickau                 |
| Abwehr     | 24  | Deutschland     | Elias Benkara U19     | 29. April 2007     | 2021           | 1. FSV Mainz 05 [Jugend]    |
| Abwehr     | 25  | Deutschland     | Tyler Meiser U19      | 1. März 2007       | 2020           | SV 07 Elversberg [Jugend]   |
| Abwehr     | 32  | Deutschland     | David Lelle           | 9. März 2003       | 2024           | Holstein Kiel II            |
| Abwehr     | 34  | Deutschland     | Yannik Lührs          | 9. November 2003   | 2024           | Hannover 96                 |
| Abwehr     | 38  | Deutschland     | Jonas Feddersen       | 21. Januar 2007    | 2021           | Hannover 96 [Jugend]        |
| Abwehr     | 39  | Niederlande     | Prince Aning          | 23. April 2004     | 2022           | Ajax Amsterdam              |
| Abwehr     |     | Deutschland     | Ismael Mansaray       | 17. November 2003  | 2025           | Bahlinger SC                |
| Mittelfeld | 05  | Zypern Republik | Antonio Foti          | 3. November 2003   | 2024           | Hannover 96                 |
| Mittelfeld | 06  | Marokko         | Ayman Azhil           | 10. April 2001     | 2023           | Bayer 04 Leverkusen         |
| Mittelfeld | 07  | Deutschland     | Babis Drakas          | 4. Februar 2003    | 2024           | VfB Stuttgart II            |
| Mittelfeld | 08  | Deutschland     | Felix Paschke         | 16. Juli 2003      | 2024           | Hamburger SV II             |
| Mittelfeld | 14  | Deutschland     | Michael Eberwein      | 11. März 1996      | 2022           | Hallescher FC               |
| Mittelfeld | 18  | Deutschland     | Mussa Kaba U19        | 17. November 2008  | 2021           |                             |
| Mittelfeld | 23  | Niederlande     | Jordi Paulina         | 23. September 2004 | 2024           | USV Hercules                |
| Mittelfeld | 28  | Deutschland     | Nick Cherny U19       | 15. Juli 2007      | 2023           | Arminia Bielefeld [Jugend]  |
| Mittelfeld | 36  | Deutschland     | Tony Reitz            | 5. Juli 2004       | 2025           | Borussia Mönchengladbach II |
| Mittelfeld | 43  | Ukraine         | Danylo Krewsun        | 21. April 2005     | 2023           | Preußen Münster [Jugend]    |
| Sturm      | 09  | Deutschland     | Bennedikt Wüstenhagen | 29. Dezember 2005  | 2025           | BFC Dynamo                  |
| Sturm      | 10  | Deutschland     | Joseph Boyamba        | 29. Juli 1996      | 2025           | Rot-Weiss Essen             |
| Sturm      | 11  | Deutschland     | Arne Wessels          | 4. November 2005   | 2025           | SpVg Schonnebeck            |
| Sturm      | 19  | Deutschland     | Pharell Kegni U19     | 21. Mai 2007       | 2024           | 1. FC Nürnberg [Jugend]     |
| Sturm      | 20  | Spanien         | Ousmane Diallo U19    | 12. Juni 2007      | 2023           | Deportivo Alavés [Jugend]   |

- unter Vertrag, aber nicht im Kader: Mathis Albert

### Transfers der Saison 2025/26
Stand: 30. Juli 2025
| Zugänge | Abgänge |
| Sommerpause 2025 | Sommerpause 2025 |
| --- | --- |
| - Yılmaz Aktaş (vereinslos) - Joseph Boyamba (Rot-Weiss Essen) - Marcel Johnen (Alemannia Aachen) - Ismael Mansaray (Bahlinger SC) - Arne Wessels (SpVg Schonnebeck; Leihende) * - Bennedikt Wüstenhagen (BFC Dynamo) | - Paul-Philipp Besong (SSV Ulm 1846) - Guille Bueno (Real Valladolid) * - Rodney Elongo-Yombo (1. FC Saarbrücken) - Tiago Estêvão (Vertragsende; SKU Amstetten) - Felix Irorere (Vertragsende; Ziel unbekannt) - Julian Hettwer (Fortuna Düsseldorf) - Niklas Jessen (MSV Duisburg) - Marcel Lotka (Fortuna Düsseldorf) - Baran Moğultay (Alanyaspor; Leihe) - Franz Roggow (Hannover 96) - Kjell Wätjen (VfL Bochum; Leihe) |

### Trainerstab
- Stand: 2. Juli 2025[31]

| Funktion        | Name              | im Amt seit |
| --------------- | ----------------- | ----------- |
| Trainer         | Mike Tullberg     | 2025        |
| Co-Trainer      | Julian Koch       | 2022        |
| Co-Trainer      | Marcel Schmelzer  | 2024        |
| Athletiktrainer | Benjamin Schüßler | 2020        |
| Torwarttrainer  | Thomas Feldhoff   | 2017        |

## Persönlichkeiten

### Ehemalige bekannte Spieler (Auswahl)
| - Timo Achenbach - Mehmet Akgün - Marvin Bakalorz - Leonardo Bittencourt - Joseph Boyamba - Conor Casey - Marvin Ducksch - Erik Durm - Thorsten Fink | - Daniel Ginczek - Marcel Halstenberg - Jonas Hofmann - Uwe Hünemeier - Luca Kilian - Florian Kringe - Lukas Kruse - Marc-André Kruska - Léandro | - Malte Metzelder - Christopher Nöthe - Eric Oelschlägel - Yasin Öztekin - Michael Parensen - Bastian Pinske - Marcel Schmelzer - Lasse Sobiech - Marco Stiepermann | - Steffen Tigges - Berkan Taz - Christian Timm - Damir Vrančić - Dennis Weiland |

### Trainer seit 1980
| - 1980–1986: Peter Kandula - 1986–1992: Lothar Huber - 1992–1994: Michael Henke - 1994–1997: Edwin Boekamp - 1997–1998: Michael Skibbe | - 1998–1999: Theo Schneider - 1999–2001: Edwin Boekamp - 2001–2004: Horst Köppel - 2004 – Apr. 2005: Uwe Neuhaus - Apr. 2005 – Feb. 2011: Theo Schneider | - Feb. 2011 – Jul. 2011: Hannes Wolf - Juli 2011 – Okt. 2015: David Wagner - Nov. 2015 – Jul. 2017: Daniel Farke - Jul. 2017 – Jan. 2019: Jan Siewert - Jan. 2019 – Jul. 2019: Alen Terzić (interim) | - Jul. 2019 – Jul. 2020: Mike Tullberg - Jul. 2020 – Jun. 2022: Enrico Maaßen - Jun. 2022 – Feb. 2023: Christian Preußer - Feb. 2023 - Mai 2025: Jan Zimmermann - seit Mai 2025: Mike Tullberg |